# Kawo Greko
Kawo Greko (gr. Κάβο Γκρέκο, ang. Cape Greco) – przylądek będący najdalej na południowy wschód wysuniętą częścią Cypru. Znajduje się na wschód od miejscowości Ajia Napa, stanowiącej ważny ośrodek turystyczny. Od 18 lutego 1993 wraz z całym skalistym półwyspem podlega ochronie jako Etniko Dasiko Parko Kawo Greko (gr. Εθνικό Δασικό Πάρκο Κάβο Γκρέκο; na powierzchni 384,9 ha) (II kategoria w klasyfikacji IUCN). Stanowi także obszar Natura 2000 oznaczony kodem CY3000005.
Celami ochrony obszaru jest zachowanie krajobrazu, środowiska naturalnego i bioróżnorodności oraz promocja rekreacji i turystyki. Znajduje się tutaj 16 km oznakowanych szlaków turystycznych, szlak do jazdy konnej i rowerowy, liczne punkty widokowe, z których podziwiać można krajobraz półwyspu, efektowne plaże i skalne urwiska z jaskiniami na brzegu morza. Klify w skałach wapiennych osiągają ok. 10 m wysokości. Nad jedną z jaskiń zbudowano niewielką cerkiew pod wezwaniem Aji Anarjiri (gr. Άγιοι Ανάργυροι).
Półwysep pokrywają głównie zimozielone i sklerofityczne zarośla – makia, tutaj zdominowane przez jałowca fenickiego Juniperus phoenicea. W sumie występuje tu ok. 400 gatunków roślin, w tym 14 endemitów wyspy i 14 gatunków zagrożonych. W wodach morskich otaczających półwysep ochronie jako siedlisko przyrodnicze w obszarze Natura 2000 podlegają podmorskie łąki z Posidonia oceanica. W lukach zarośli jałowcowych (także stanowiących siedlisko o kodzie 5212) występują unikatowe zbiorniki wiosenne (siedlisko przyrodnicze o kodzie 3170*, ang. Mediterranean vernal pools). To specyficzne, drobne i płytkie zagłębienia wypełniające się wodą (do 20 cm głębokości) w okresie zimy i wiosną, przechodzące latem w fazę lądową. Wykształcają się zwykle na skałach wapiennych i zasiedlane są przez takie typowe dla nich gatunki roślin jak: Ophioglossum lusitanicum, Crassula alata, Crassula vaillantii, namulnik brzegowy Limosella aquatica, krwawnica wąskolistna Lythrum hyssopifolia i Telmissa microcarpa. W obszarze ochronie i restauracji podlega także roślinność półpustynna ze świetlistymi zaroślami Zizyphus lotus (siedlisko przyrodnicze o kodzie 5220).
W obszarze tym występują spośród ssaków: lis rudy Vulpes vulpes, zając szarak Lepus europaeus i stepojeż uszaty Hemiechinus auritus dorotheae. Stwierdzono tu różne gatunki węży i jaszczurek oraz liczne motyle. Spośród 80 gatunków ornitofauny większość tu obserwowanych stanowią ptaki migrujące.
W wodach otaczających skalny cypel występować ma kryptyda, czasem utożsamiana ze Skyllą.

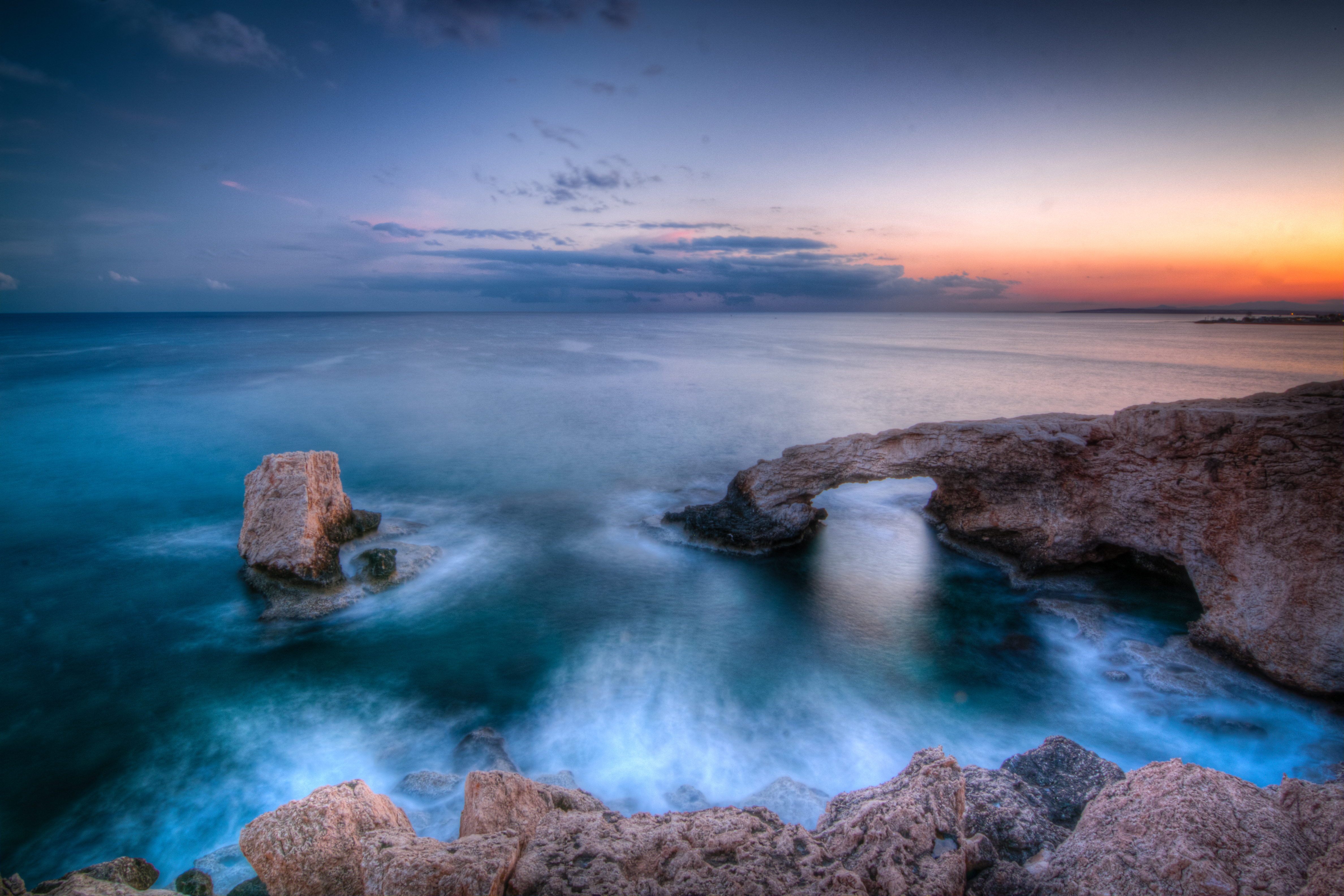
Zachód słońca
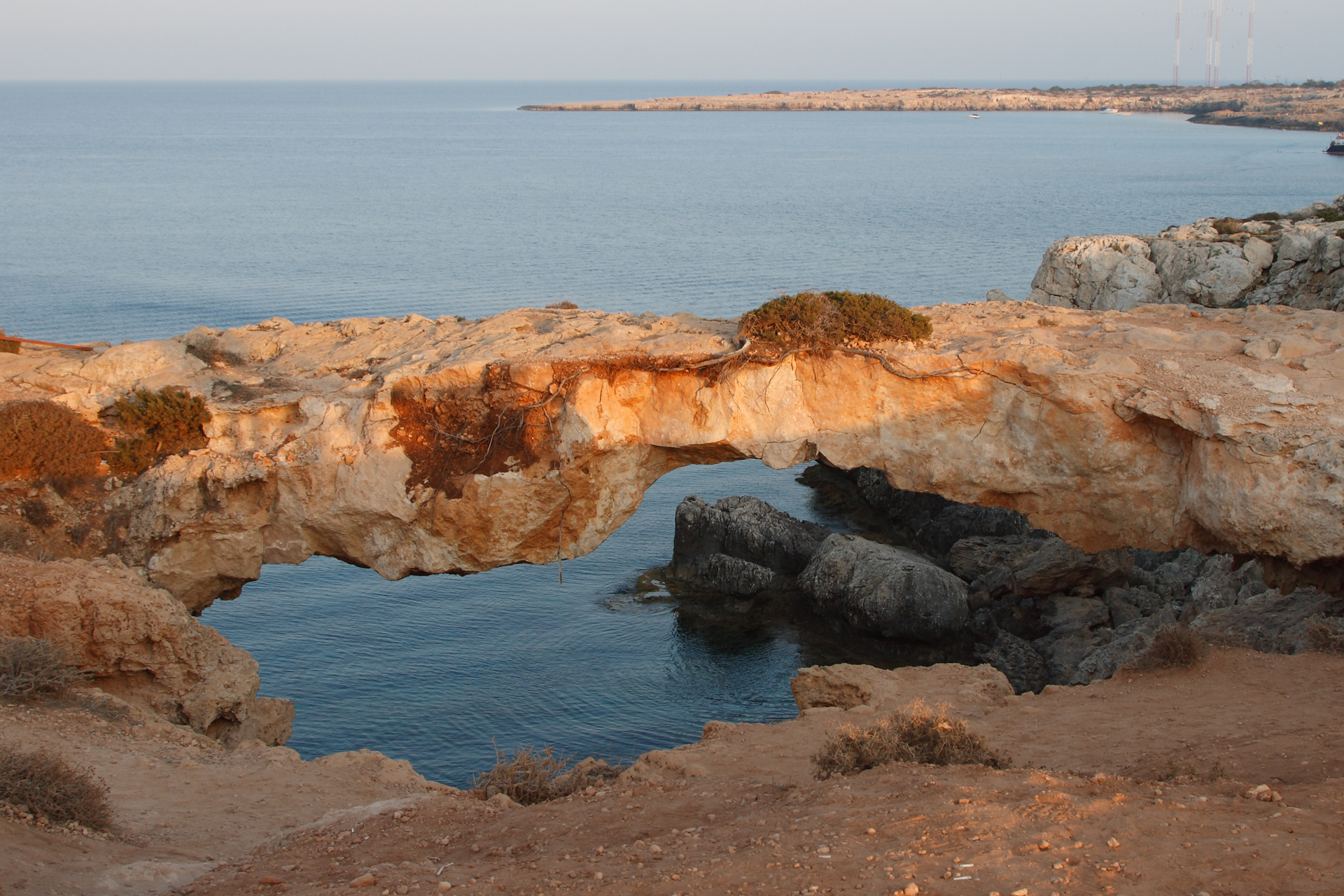
Most skalny
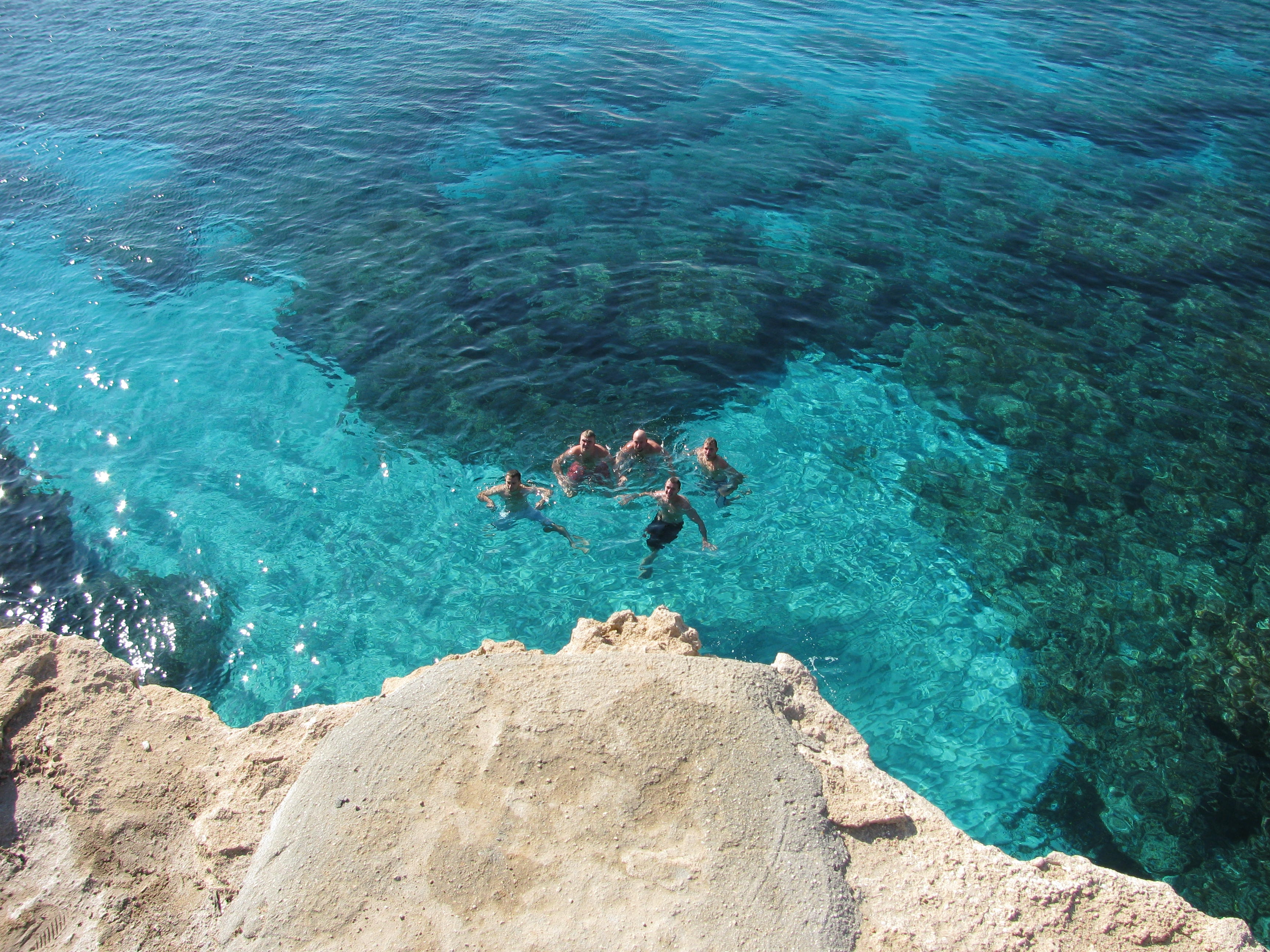
Przejrzyste, błękitne wody przy cyplu